# Amuse-bouche

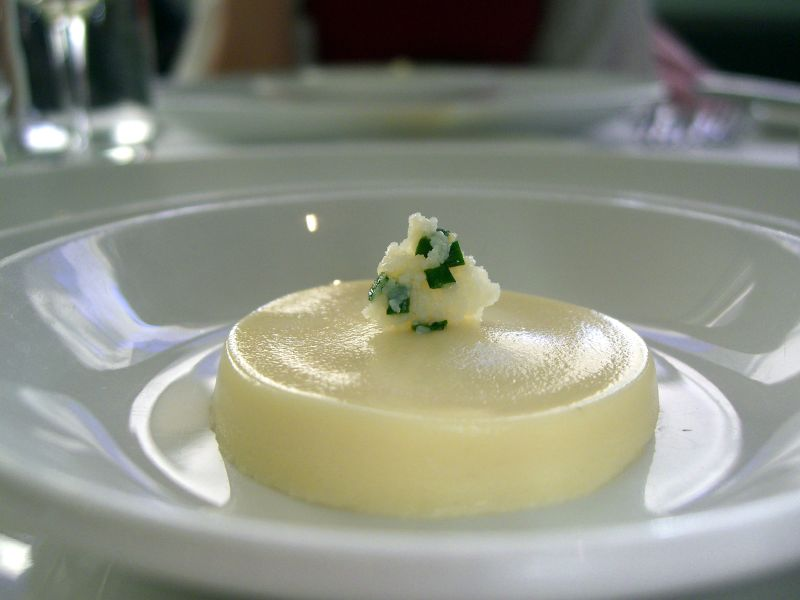
Panna cotta di Parmigiano Reggiano

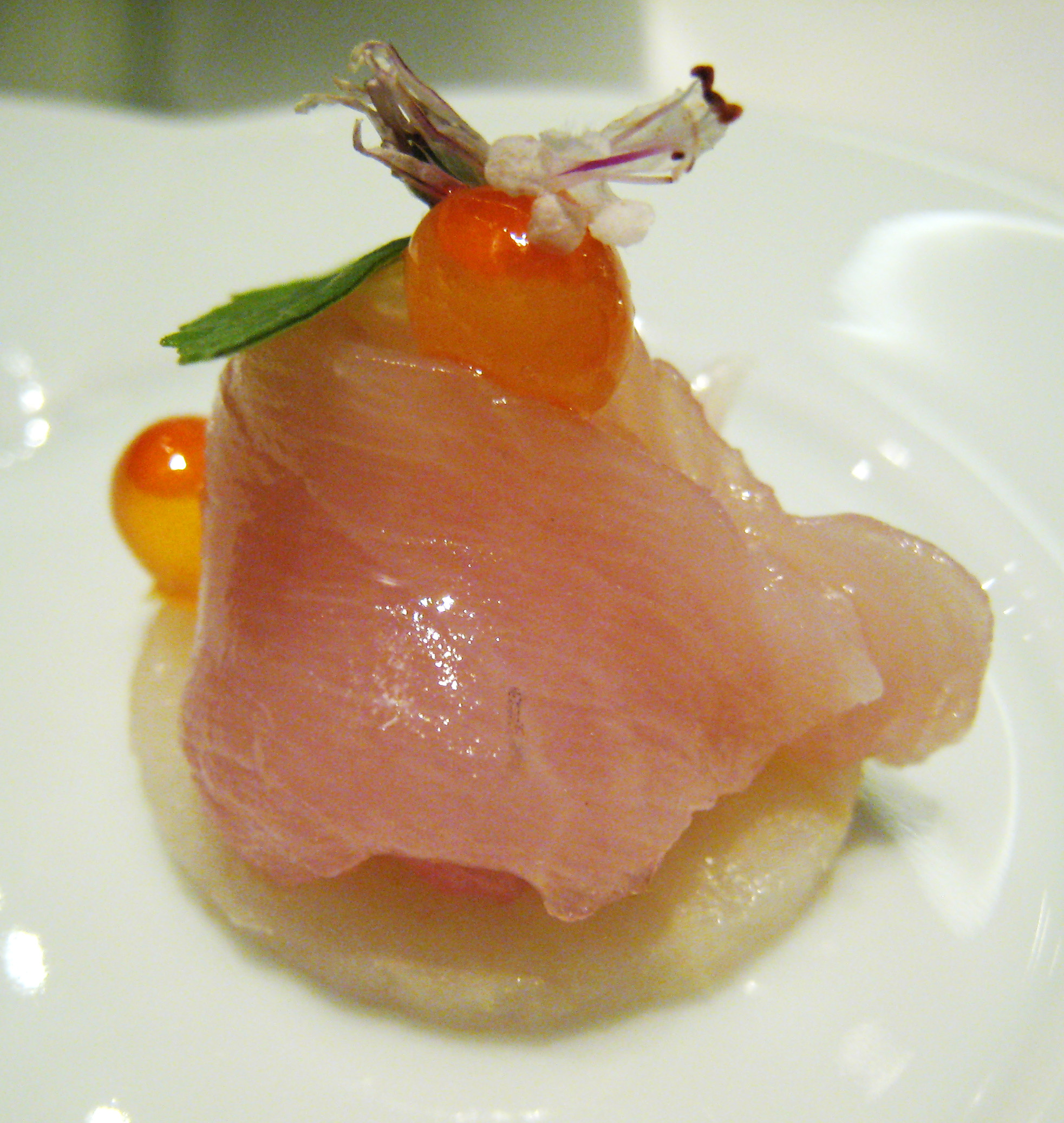
Amuse-bouche ispirato alla cucina giapponese: hamachi, uova di salmone e basilico.

L'amuse-bouche (o amuse-gueule) è una pietanza consumata ancor prima degli antipasti.

## Descrizione
L'amuse-bouche è in genere di piccole dimensioni e può essere consumato in un solo boccone. A differenza degli antipasti (entrée) non viene di solito ordinato dal cliente ma è servito gratuitamente a discrezione dello chef. Il termine amuse-bouche o amuse-bouches è francese e, tradotto letteralmente, significa "diverti-bocca".